# Тыяха (приток Надыма)
Тыяха (Ты-Яха) — река в России, протекает в Ямало-Ненецком АО. Устье реки находится в 117 км по правому берегу реки Надым. Длина реки составляет 51 км. В 18 км по левому берегу впадает Хольидъяха.

## Данные водного реестра
По данным государственного водного реестра России относится к Нижнеобскому бассейновому округу, водохозяйственный участок реки — Надым, речной подбассейн реки — подбассейн отсутствует. Речной бассейн реки — Надым.
По данным геоинформационной системы водохозяйственного районирования территории РФ, подготовленной Федеральным агентством водных ресурсов:
- Код водного объекта в государственном водном реестре — 15030000112115300051016
- Код по гидрологической изученности (ГИ) — 115305101
- Код бассейна — 15.03.00.001
- Номер тома по ГИ — 15
- Выпуск по ГИ — 3